# Стюарт, Уильям Александр
Уильям Александр Стюарт  (англ. William Alexander Stewart; род. 12 сентября 1930) — был лингвистом, специализирующимся на креольском языке, особенно известным своими работами по афроамериканскому диалекту английского языка .

## Биография
Стюарт родился в Гонолулу , Гавайи, в семье шотландцев, и вырос, разговаривая на четырех языках (английском, испанском, португальском и гавайском). В 8 лет он вместе с семьей переехал в Калифорнию . Год спустя его родители погибли в автокатастрофе и его воспитывали бабушка и дедушка. Он служил военным переводчиком до поступления в Калифорнийский университет в Лос-Анджелесе, где получил степени бакалавра и магистра.

## Работа
Работая в Центре прикладной лингвистики , Стюарт предпринял новаторскую работу по креольскому языку в Карибском бассейне в начале 1960-х годов. В 1965 году он обнаружил, что проблемы чтения у некоторых афроамериканских детей были вызваны не словарным запасом или произношением, а различиями между грамматикой афроамериканского разговорного английского и стандартного английского. В конце 1960-х он исследовал социолингвистику многоязычия, введя понятия плюрицентрических языков, автономии и гетерономии.